# 2075
Cette page concerne l'année 2075  du calendrier grégorien.
L'année 2075 est une année commune qui commence un mardi.
C'est la 2075e année de notre ère, la 75e année du IIIe millénaire et du XXIe siècle et la 6e année de la décennie 2070-2079.

## Autres calendriers
L'année 2075 du calendrier grégorien correspond aux dates suivantes :
- Calendrier berbère : 3024 / 3025
- Calendrier hébraïque : 5835 / 5836 (le 1er tishri 5836 a lieu le 10 septembre 2075[1])
- Calendrier indien : 1996 / 1997 (le 1er chaitra 1997 a lieu le 22 mars 2075[1])
- Calendrier musulman : 1498 / 1499 (le 1er mouharram 1499 a lieu le 9 décembre 2075[1])
- Calendrier persan : 1453 / 1454 (le 1er farvardin 1454 a lieu le 21 mars 2075[1])
  - Jours juliens : 2 478 938,5 à 2 479 303,5[2],[1]

## Évènements prévisibles
- 16 janvier : Éclipse solaire totale (en)
- 13 juillet : Éclipse annulaire de Soleil qui touchera la France dans l’extrême sud-est et en Corse, passant par l'Italie du nord puis par l'Europe de l'Est, traversant toute la Sibérie, pour finir dans le Pacifique.

## Fiction
- 2075, les temps changent : docu-film sur ce que sera demain en 2075[3].